# Monsif
Monsif Bakkali, artiestennaam Monsif (Amsterdam, 24 maart 1997), is een Nederlands zanger, rapper en producer. Voordat rapper Monsif begon met rappen ging hij naar de CSB (christelijke scholen gemeenschap Buitenveldert) middelbare school. In 2010 kwam zijn debuutsingle Mee met me uit die meer dan zeven miljoen maal werd bekeken op YouTube. Ook veel andere clips werden miljoenen malen bekeken. Hij was een van de producers van het album New wave, dat de Popprijs won, en produceerde voor artiesten als Boef, SBMG, Lijpe en anderen.

## Biografie
Bakkali groeide op in de Bijlmer. In 2010 schreef hij het liedje Mee met me dat nog wat werd bijgeschaafd door de rapper Brahim Fouradi . en Monsifs vader. Het werd in december zijn debuutsingle en hij behaalde er de nummer 1-positie mee in de Kids Top 20. Een jaar later rapte hij met het zangeresje Aliyah het jaaroverzicht voor het Jeugdjournaal. Ook bracht hij een album uit, Voor jou (2011). De overige nummers werden geschreven door Fouradi die ook korte tijd zijn manager en coach was en hem hielp bij het schrijven van liedjes. Zijn oom Mo van het label Zonamo Entertainment nam al vrij snel het management op zich. Monsif trad op in verschillende tv-programma's en gaf een tour die vroeg van tevoren gepland werd zodat hij hem kon afstemmen met zijn school.
In 2012 werd de Nederlandse versie van de film Sneeuwwitje uitgebracht, waarvoor Monsif de titelsong zong. In 2013 zong hij een lied op het album Klaar voor de start (2013) van Kinderen voor Kinderen en trad hij op tijdens de uitreiking van het eerste Droomboek aan koning Willem-Alexander en Máxima. Verder werkte hij mee aan enkele goede doelen, zoals in 2011 aan Lekker Fit om kinderen met overgewicht aan te moedigen meer te bewegen. In 2013 schonk hij de opbrengst van zijn videoclip Op een dag aan het project We gaan voor nul van UNICEF. Dat jaar stond hij ook in Sterren dansen op het ijs met zijn danspartner Patti Petrus. In 2016 debuteerde hij als acteur met de rol van JJ in de film Hart beat.
Zijn teksten gaan vooral over de liefde en zijn meegegaan met zijn leeftijd. Hetzelfde gold voor zijn inspiratie, die eerst van Justin Bieber kwam en erna van Usher, zowel wat betreft zijn rap als zijn dansstijl. Gedurende zijn beginjaren kreeg hij de baard in de keel, waardoor hij zangles nodig had om zijn oude liedjes te kunnen blijven zingen. Hij had meerdere hits op YouTube die miljoenen malen werden bekeken, waaronder zijn debuutsingle Mee met me 7 miljoen maal, Helemaal (met Brahim Fouradi) 6, Ik wil jou (met Souhaila) 4, Ze hoort bij mij 4, Voor jou 4 en Rollercoaster 1,5 miljoen maal.
Verder ontwikkelde hij zich als producent en was hij in 2015 een van de producenten op Schiermonnikoog tijdens de opnames van het Popprijs-winnende album New wave. Hij maakte er enkele beats en produceerde voor dit album Jij kan chillen met mij van SFB; deze single werd bekroond met goud. Daarnaast heeft hij werk van andere bekende rappers geproduceerd, zoals meerdere nummers van Boef, Josylvio en voor artiesten als Lijpe, SBMG, Jayh, Nathalie Blue, Hydro, Emre en ISZI.

## Discografie

### Nummers met notering(en) in een hitlijst
| Lied                                   | Verschijnen     | Album                                                 | Hitlijsten | Hitlijsten | Hitlijsten   | Hitlijsten   | Opmerkingen |
| Lied                                   | Verschijnen     | Album                                                 | BE (VL)    | BE (VL)    | NL (Top 100) | NL (Top 100) | Opmerkingen |
| Lied                                   | Verschijnen     | Album                                                 | Piek       | Weken      | Piek         | Weken        | Opmerkingen |
| -------------------------------------- | --------------- | ----------------------------------------------------- | ---------- | ---------- | ------------ | ------------ | ----------- |
| Zo zonder jou (met Laura Omloop)       | 19 januari 2015 | Meer (van Laura Omloop)                               | tip33      | —          | —            | —            |             |
| Trust me (met SBMG)                    | 22 juni 2018    | Metro 53 (van SBMG)                                   | —          | —          | 91           | 1            |             |
| Hele enge flex (met 3robi en Josylvio) | 2 april 2021    | Jonge jongen naar de top 2 (deluxeversie) (van 3robi) | —          | —          | 81           | 1            |             |